# オスカー・タベラス
オスカー・フランシスコ・タベラス（Oscar Francisco Taveras, 1992年6月19日 - 2014年10月26日）はドミニカ共和国・プエルト・プラタ州プエルト・プラタ出身のプロ野球選手（外野手）。左投左打。

## 経歴
2008年11月25日にセントルイス・カージナルスと14万5000ドルで契約。
2009年はルーキー級ドミニカン・サマーリーグ・カージナルスで65試合に出場し、1本塁打42打点9盗塁、打率.257だった。
2010年はルーキー級ガルフ・コーストリーグ・カージナルスで7試合に出場。7月からルーキー級ジョンソンシティ・カージナルスでプレー。53試合に出場し、8本塁打・43打点・8盗塁、打率.322だった。アパラチアンリーグのポストシーズン・オールスターに選出された。
2011年はA級クァットシティズ・リバーバンディッツで78試合に出場し、8本塁打62打点1盗塁、打率.386だった。
2012年はAA級スプリングフィールド・カージナルスでプレー。オールスター・フューチャーズゲームに初選出。テキサスリーグのオールスターにも選出され、決勝打となった2点本塁打を含む3安打を記録し、MVPを獲得した。この年はAA級で124試合に出場し、23本塁打94打点10盗塁、打率.321と好成績を残し、テキサスリーグの「Player of the Year」に選出された。9月13日にはベースボール・アメリカが選ぶ「Minor League All-Star Team」に、11月26日にはMiLBとTopps社が選ぶ「Topps/Minor League Baseball Double-A All-Star Team」に選出された。11月30日にはカージナルスの「Minor League Player of the Year」に選出された。
2013年は1月29日にMLBのトップ100プロスペクトの3位に選ばれた。シーズンはAAA級メンフィス・レッドバーズでプレー。2年連続でフューチャーズゲームに選出された。この年はAAA級で46試合に出場し、5本塁打32打点5盗塁、打率.306だった。11月20日にカージナルスとメジャー契約を結び、40人枠入りを果たした。
2014年3月13日にAAA級メンフィスへ異動し、開幕をAAA級で迎えた。開幕後はAAA級で49試合に出場。7本塁打40打点1盗塁、打率.325と好成績を残し、5月31日にメジャーへ昇格した。同日のサンフランシスコ・ジャイアンツ戦でメジャーデビュー。6番・右翼で先発起用され、5回裏の2打席目にはヤスメイロ・ペティットからメジャー初安打となる、先制の本塁打を放った。この日は3打数1安打1打点だった。
2014年10月26日、母国のドミニカ共和国で恋人を乗せて運転中に交通事故に遭い死亡した事が球団から公表された。22歳没。

## 詳細情報

### 年度別打撃成績
| 年 度    | 球 団    | 試 合 | 打 席 | 打 数 | 得 点 | 安 打 | 二 塁 打 | 三 塁 打 | 本 塁 打 | 塁 打 | 打 点 | 盗 塁 | 盗 塁 死 | 犠 打 | 犠 飛 | 四 球 | 敬 遠 | 死 球 | 三 振 | 併 殺 打 | 打 率 | 出 塁 率 | 長 打 率 | O P S |
| -------- | -------- | ----- | ----- | ----- | ----- | ----- | -------- | -------- | -------- | ----- | ----- | ----- | -------- | ----- | ----- | ----- | ----- | ----- | ----- | -------- | ----- | -------- | -------- | ----- |
| 2014     | STL      | 80    | 248   | 234   | 18    | 56    | 8        | 0        | 3        | 73    | 22    | 0     | 1        | 0     | 1     | 12    | 0     | 1     | 37    | 10       | .239  | .278     | .312     | .590  |
| MLB：1年 | MLB：1年 | 80    | 248   | 234   | 18    | 56    | 8        | 0        | 3        | 73    | 22    | 0     | 1        | 0     | 1     | 12    | 0     | 1     | 37    | 10       | .239  | .278     | .312     | .590  |

### 記録
- 初出場：2014年5月31日、対サンフランシスコ・ジャイアンツ戦（ブッシュ・スタジアム）、6番・右翼手で先発出場
- 初打席：同上、2回裏にヤスメイロ・ペティットから左飛
- 初安打、初打点、初本塁打：同上、5回裏にヤスメイロ・ペティットから右越ソロ

### 背番号
- 18 （2014年）